# Antonio Rivera Callejas
Antonio César Rivera Callejas (Tegucigalpa, 17 de enero de 1963), también conocido como Toño Rivera o El de los Chocoyos, es un político y abogado hondureño, diputado del Congreso Nacional de Honduras desde 2006.

## Inicios
Estudió su primaria en la Escuela Americana, siendo compañero de Ricardo Álvarez, Pedro Casanova, el banquero Camilo Atala, la empresaria de comunicaciones Ana María Villeda y Elvin Santos. Fue mascota del Club Deportivo Motagua de los 5 a los 10 años, y en su adolescencia.
En los años 90 fue docente de la Universidad Nacional Autónoma de Honduras, impartiendo clases de Periodismo y Derecho. Ha sido miembro de la junta directiva de BAC-Bamer (ahora Bac-Credomatic) y ocupó la presidencia de la Liga Nacional de Fútbol.

## Trayectoria política
Fue presidente de la Juventud Nacionalista y regidor del Distrito Central. En 2006 inició como diputado del Congreso Nacional. En su campaña electoral se promocionaba como «Toño el de los chocoyos» —jerga para referirse a los hoyuelos.
En mayo de 2007 encabezó una marcha «por la rebelión azul» en Talanga (Francisco Morazán), pidiendo al entonces presidente de la República Manuel Zelaya que ponga fin al «Gobierno del circo». Fue un férreo opositor al proyecto ilegal de la Cuarta Urna promovido por el Poder Ejecutivo. Cuando ocurrió la destitución de Zelaya el 28 de junio de 2009, Rivera era jefe de bancada del Partido Nacional en el Congreso. Rivera apoyó la destitución de Zelaya —más tarde calificada como un golpe de Estado—, y marchó junto a los "camisas blancas" que apoyaban la salida de Zelaya del poder y pedían paz y no intervención en Honduras. Rivera siguió defendiendo la expulsión de Zelaya y calificándola como una «sucesión constitucional»: «Si no pasa lo del 28 de junio hoy estuviésemos en una dictadura», dijo en 2013.
El 8 de diciembre de 2014, Rivera Callejas, junto a otros 13 diputados y a Rafael Leonardo Callejas, presentó un recurso de inconstitucionalidad contra el artículo 239 que prohíbe la reelección presidencial. En 2015 la Corte Suprema falló a favor del recurso, permitiendo la reelección del entonces presidente Juan Orlando Hernández.

«Mel —apodo de Zelaya— no quería la reelección sino perpetuarse en el poder, no iba a haber elecciones, había una una cuarta urna manejada por el Instituto de Estadísticas y no por el Tribunal Supremo Electoral y los poderes del Estado en ese momento dijeron que no procedía la cuarta urna. El caso de Juan Orlando es totalmente diferente, fuimos a la Corte y dijo que sí se permitía la reelección. La gente ha querido confundir y decir que es lo mismo y no lo es. Creo que aquella expansión del chavismo la paramos en Honduras.»
Rivera Callejas en 2016.

Fue vicepresidente del Congreso Nacional de 2018-2020. En enero de 2020 fue uno de los diputados que votó a favor de la salida de la Misión de Apoyo contra la Corrupción y la Impunidad en Honduras (MACCIH). Según expresó:

« [La Misión] hizo justicia selectiva y la justicia selectiva no es justicia, es corrupción. [...] la MACCIH no respetaba el convenio, el cual exigía confidencialidad y era lo que menos había, también llegó al extremo de no respetar la presunción de inocencia».

En marzo de 2022 propuso la "castración química" para violadores de menores de edad.

## Familia
Es el hijo mayor de Mario Enrique Rivera López, una figura dentro del Partido Nacional conocido como el "Zorro" y quien falleció el 7 de marzo de 2009 a sus 75 años. En vida fue diputado, secretario de Gobernación y Justicia, y luego el presidente más joven en presidir una Asamblea Nacional Constituyente, la cual redactó la constitución de Honduras de 1965. Tras ello, ejerció como presidente del Congreso Nacional durante 1965-1971. Fue además presidente del Partido Nacional y del Club Deportivo Motagua, y asesor de los expresidentes Osvaldo López Arellano, Rafael Leonardo Callejas y Ricardo Maduro. El abuelo de Rivera Callejas fue Antonio C. Rivera, también presidente del Congreso de 1929-1930 y luego de 1935-1939. La madre de Rivera Callejas es la dama Eva Isabel Callejas, prima del expresidente Rafael Leonardo Callejas.
Antonio Rivera Callejas es hermano de Mario "Chano" Rivera, publicista, regidor del Distrito Central (2006-2010) y propietario de la agencia publicitaria Uno Marketing y del canal de televisión Q´hubo TV. Está también emparentado con la diputada Beatriz Valle, sobrina del Rafael Callejas. Antonio Rivera Callejas está casado con Aminta Mejía, hermana de la esposa de Ricardo Álvarez. Tiene 5 hijos.

## Acusaciones
El 19 de noviembre de 2018, la Misión de Apoyo contra la Corrupción y la Impunidad en Honduras (MACCIH), a través de la Unidad Fiscal Especializada Contra la Impunidad de la Corrupción (UFECIC), presentó el caso Pacto de Impunidad en el que acusó a Rivera Callejas junto a otros tres diputados por delitos de falsificación de documentos. Según la denuncia, los diputados reformaron la Ley del Tribunal Superior de Cuentas (TSC) para imposibilitar al Ministerio Público iniciar investigaciones contra funcionarios públicos si el primer ente no presenta antes un informe que determine si existe responsabilidad penal. En enero de 2019, la justicia dictó sobreseimiento definitivo a favor de Rivera Callejas. La UFECIC dijo que con ello quedó «impune otro acto de corrupción más, originado desde el Congreso Nacional».